# 日本災害医療教育研修協会
日本災害医療教育研修協会（Japan Disaster Medicine Education & Training Association（略称JDMET）とは、日本の一般社団法人。一般市民を対象とし連携する学会等の災害・救急医療領域の研修会の開催、同領域の研究会・学会の機関紙編集の支援などを行い、災害・救急医療の知識の普及と技能の向上、知識の公開と集積を支援している。

## 研修
日本で多発する地震、洪水等の自然災害や、N（核）・B（生物）・C（化学）災害、テロ等の人為災害に対処する医療（災害医療）に従事し人命救助を最優先に活動する人達への教育・訓練・研修と連携するシステムを充実させ、経験不足や教育の不十分な人々を災害現場に派遣することにより予想される2次・3次災害を防ぐためにスウェーデンの Emergo Train System （エマルゴ）を用いた災害医療教育と研修、並びに災害医療訓練に関するトレーニング紹介、導入、及び普及を目的として設立された一般社団法人。NBC災害などの特殊災害から、一般市民レベルの応急処置、救急蘇生法などまでを幅広く扱う.
2012年1月より従来のエマルゴ担当セクションを日本エマルゴ協会として事業部化、日本臨床シミュレーション機構を新たな事業部として統合、日本神経救急学会神経蘇生トレーニングコースであるISLS(Immediate Stroke Life Support)や日本臨床救急医学会・日本救急看護学会により開発された緊急度判定支援システムの研修会（JTAS）などを扱う。

## 学会機関紙の編集・公開
2018年10月、一般社団法人アカデミック・リサーチ・コミュニケーションズより、地域救急災害医療研究学会の機関紙である　Journal of Regional Emergency and Disaster Medicine Research (Online ISSN 2433-5118)と国際臨床シミュレーション研究学会の機関紙である Journal of Clinical Simulation (Online ISSN 2433-054X)の編集・公開支援を引き継いだ。

## 沿革
- 2010年10月：設立
- 2011年 1月　ETSの教材であるエマルゴトレインシステムマニュアル（へるす出版：編集は日本臨床シミュレーション機構）を監修
- 2012年 1月　ISLSなどの医学領域のシミュレーションを扱う日本臨床シミュレーション機構を事業部として統合
- 2018年10月　地域救急災害医療研究学会の機関紙である　Journal of Regional Emergency and Disaster Medicine Research (Online ISSN 2433-5118)と国際臨床シミュレーション研究学会の機関紙である Journal of Clinical Simulation (Online ISSN 2433-054X)の編集・公開支援

## 所在地
- 東京都台東区浅草橋3-19-3